# Rood Deens melkras

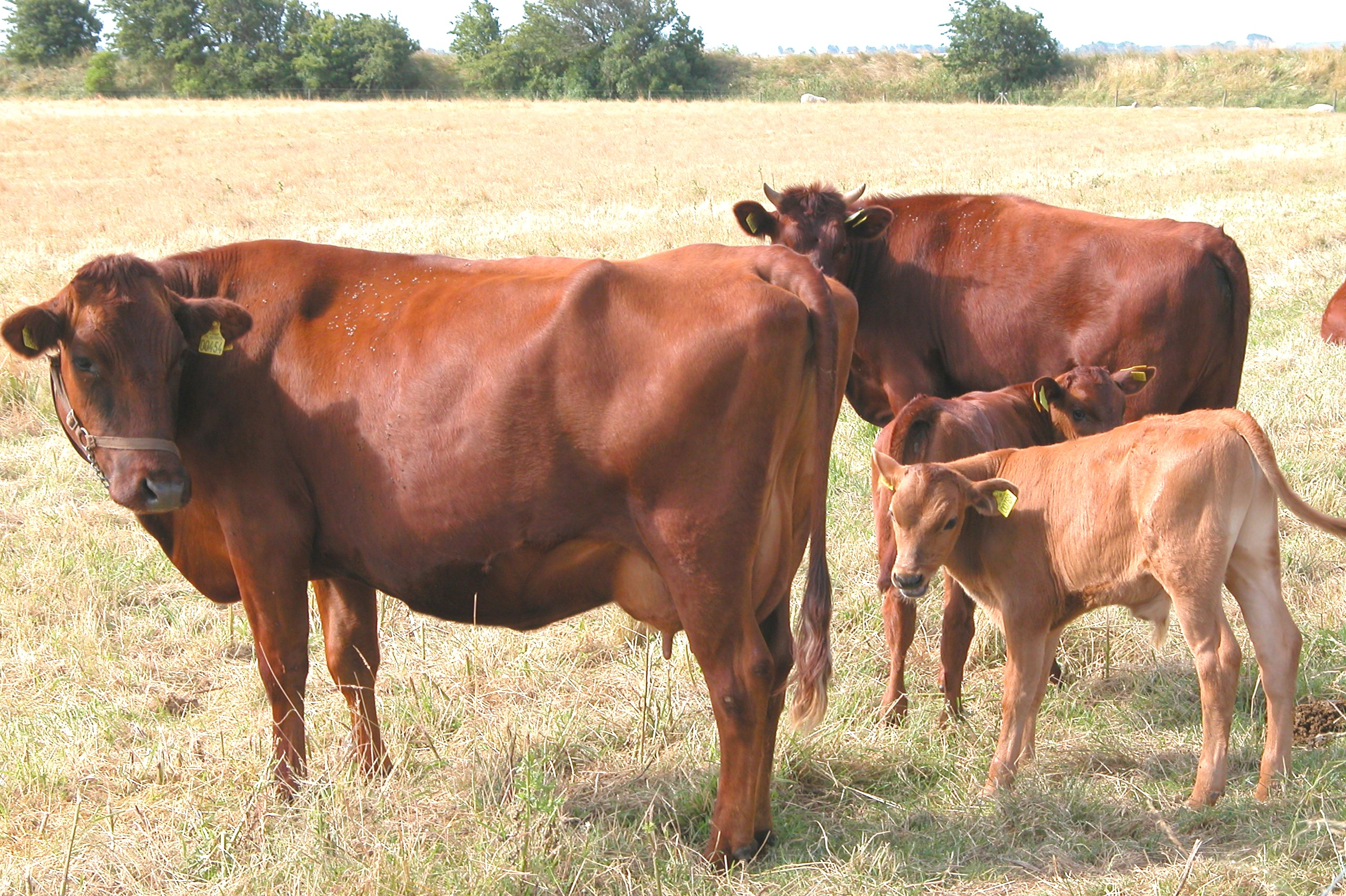
Rood Deens melkras

Het Rood Deens melkras (RDM) is een oud Deens melkveeras. De koe is ontstaan door originele Deense landrassen te kruisen met een koeienras uit de streek van de Angelen. De koeien zijn donkerrood zonder witte vlekken. Slechts op 3% van de melkveebedrijven in Denemarken wordt dit ras gehouden. Het ras komt oorspronkelijk uit Denemarken en wordt binnen Europa gebruikt als melkkoe en om andere rassen te verbeteren door deze te kruisen met het Rood Deens melkras.